# Carlo Thränhardt
Carlo Thränhardt (Bad Lauchstädt, 5 luglio 1957) è un ex altista tedesco, cinque volte a medaglia ai Campionati europei di atletica leggera indoor, una all'aperto e primatista europeo di salto in alto indoor con la misura di 2,42 m, mentre il suo 2,37 m outdoor, stabilito al Meeting di Rieti nel 1984 e che allora fu record europeo, rimane ancor oggi record tedesco.

## Biografia
Dopo essersi ritirato dalle competizioni, ha fatto il commentatore per la TV tedesca e, nel 2004, ha partecipato al reality show di RTL, I'm a Celebrity...Get Me Out of Here!. Grazie alla nuova popolarità ottenuta, ed evidentemente anche grazie alla sua telegenicità, dal 2006 si è dato anche alla recitazione, comparendo, in piccoli ruoli, in un paio di produzioni della TV tedesca.

## Carriera
Specialista delle competizioni in sala, oltre alle sei medaglie europee, come miglior risultato nelle altre manifestazioni internazionali di atletica leggera vanta due quinti posti, ai Campionati del mondo di atletica leggera indoor di Parigi 1985 ed a quelli di Budapest 1989. Mentre ai Giochi olimpici fu 10º a Los Angeles 1984 e 7º a Seul 1988, tuttavia, come del resto i connazionali Dietmar Mögenburg e Gerd Nagel non poté parteciparei ai Giochi olimpici di Mosca 1980 a causa del boicottaggio, ove sarebbe andato in virtù della 3ª misura mondiale stagionale (Mögenburg aveva la 3ª e Nagel al 5ª).
Tre volte primatista del mondo indoor, nel 1984 con 2,37 m, nel 1987 con 2,40 m e nel 1989 con 2,42 m, record che gli fu soffiato solo un anno dopo dal cubano Javier Sotomayor, ma che rimane tuttora la seconda migliore prestazione mondiale di tutti i tempi.
Due volte primatista europeo assoluto, il 10 giugno 1984 con 2,36 m fatti a Eberstadt, record eguagliato pochi istanti dopo dal connazionale Dietmar Mögenburg e il 2 settembre 1984 con 2,37 m stabilito a Rieti, pochi istanti dopo che il sovietico Valeriy Sereda gli aveva strappato il record europeo detenuto in comproprietà con Mögenburg.

## Palmarès
| Anno | Manifestazione            | Sede      | Risultato | Misura |
| ---- | ------------------------- | --------- | --------- | ------ |
| 1981 | Campionati europei indoor | Grenoble  | Argento   | 2,25 m |
| 1983 | Campionati europei indoor | Budapest  | Oro       | 2,32 m |
| 1984 | Campionati europei indoor | Göteborg  | Argento   | 2,30 m |
| 1986 | Campionati europei indoor | Madrid    | Argento   | 2,31 m |
| 1986 | Campionati europei        | Stoccarda | Bronzo    | 2,31 m |
| 1987 | Campionati europei indoor | Liévin    | Argento   | 2,36 m |